# Krueng (Muara Tiga)
Krueng is een bestuurslaag in het regentschap Pidie van de provincie Atjeh, Indonesië. Krueng telt 45 inwoners (volkstelling 2010).